# Freienfels (Hollfeld)

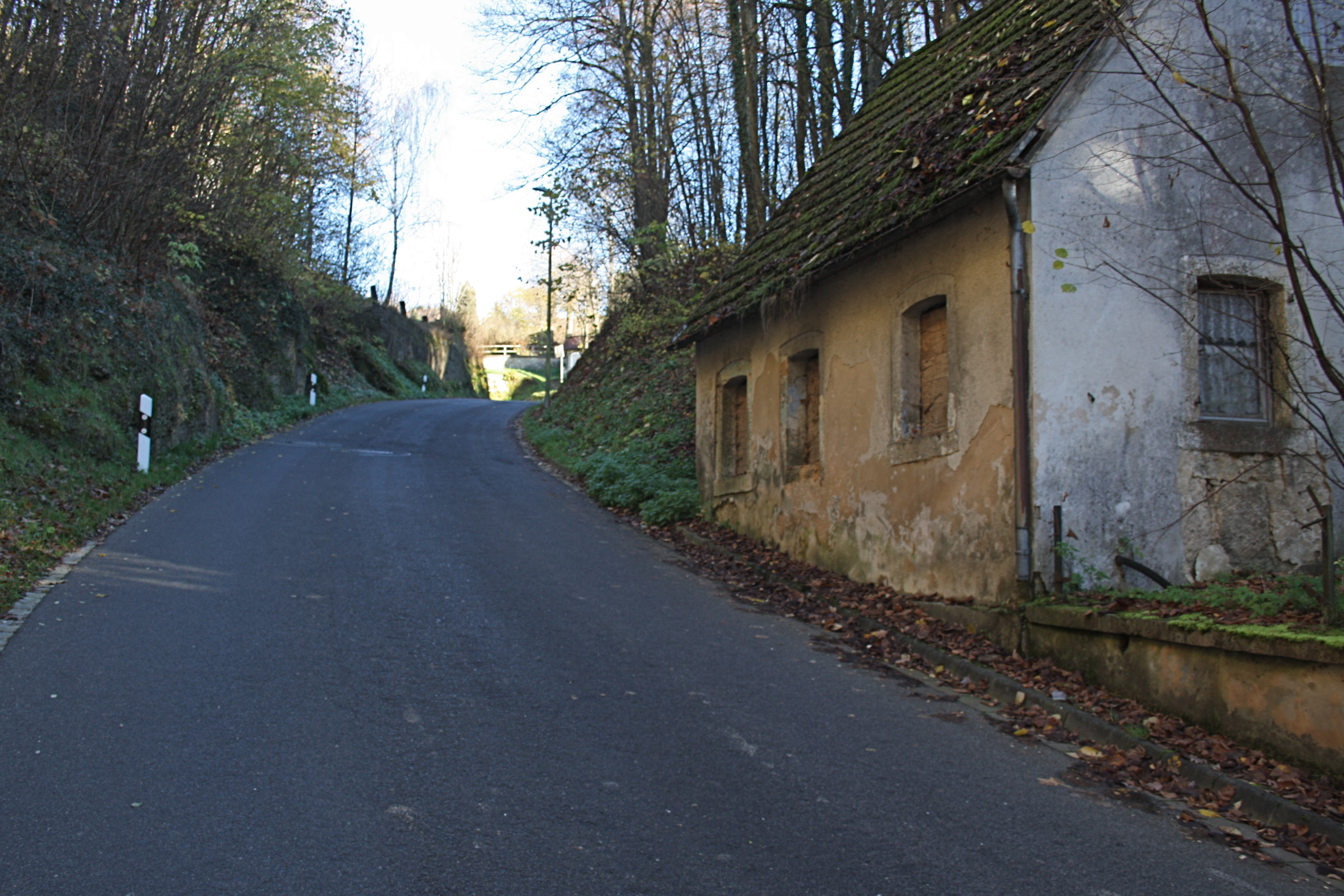
Straße vom unteren zum oberen Gemeindeteil

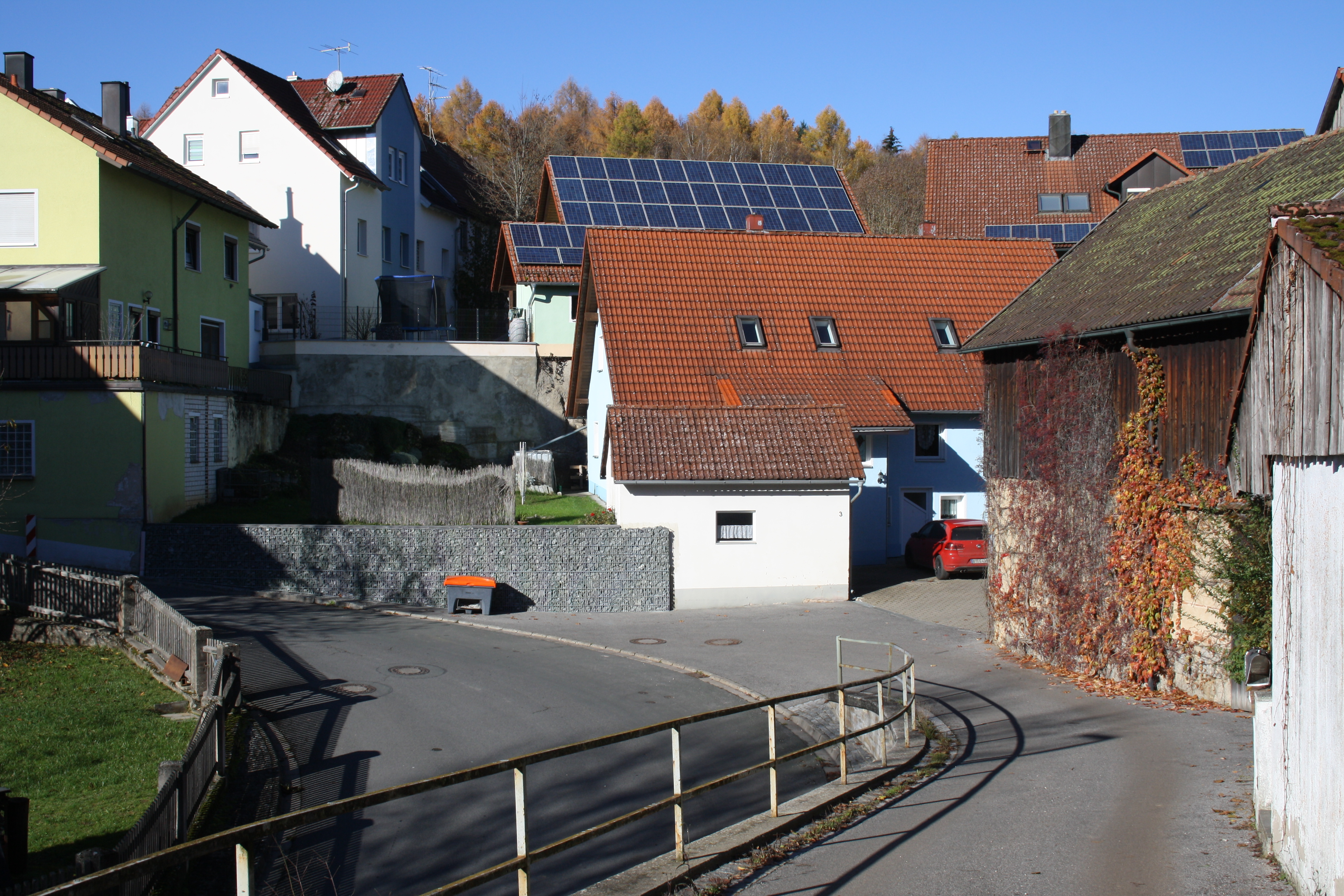
Oberer Gemeindeteil

Freienfels ist ein Gemeindeteil der Stadt Hollfeld im Landkreis Bayreuth (Oberfranken, Bayern). Die Gemarkung Wiesentfels hat eine Fläche von 4,104 km². Sie ist in 372 Flurstücke aufgeteilt, die eine durchschnittliche Flurstücksfläche von 11031,58 m² haben. In ihr liegt neben dem namensgebenden Ort der Gemeindeteil Schafhof.

## Lage
Das  Pfarrdorf liegt, von Bamberg und Bayreuth jeweils ca. 25 km entfernt, am Oberlauf der Wiesent. Es teilt sich in einen auf 392 Meter Höhe gelegenen unteren Ortsteil im Talgrund und einen mehr als 20 Meter höheren über dem Tal.
Das Ortsbild wird beherrscht vom Schloss Freienfels, das von den Rittern von Aufseß erbaut und 1388 erstmals erwähnt wurde.

## Geschichte
Der Name Freienfels bedeutet, dass die ehemalige Burg auf freiem Grund – „freiem Fels“ – stand und nur Kaiser und Reich unterstellt war. Die mittelalterliche Burg wurde 1525 im Bauernkrieg zerstört. Zwischen 1693 und 1701 wurde die heutige Schlossanlage errichtet. Die frühere Schlosskapelle, jetzt katholische Pfarrkirche St. Bartholomäus, enthält barocke Stuckarbeiten mit dem Aufseßwappen und wappenverzierte Grabdenkmäler.
Bis zur Gebietsreform war Freienfels eine Gemeinde im Landkreis Ebermannstadt, zu der auch der Weiler Schafhof gehörte. Sie wurde am 1. Januar 1972 in die neu gebildete Großgemeinde Hollfeld, die am 1. Juli 1972 zum Landkreis Bayreuth kam, eingegliedert.
|                    |                    |                    |
| Schloss Freienfels | Schloss Freienfels | Schloss Freienfels |
|                    |                    |                    |
| Schlosskapelle     | Stuckdecke         | Altar              |